# 朝鮮綾羅888
朝鮮綾羅888（チョソンルンラ パルパルパル、조선릉라）は、朝鮮民主主義人民共和国（北朝鮮）の貿易会社。
朝鮮人民軍の全額出資で経営されており、実質上、国営企業である。

## 概要
名称は、平壌市内の大同江の中洲である綾羅島に因んで付けられた。日本のメディアで取り上げられる際には、「朝鮮」という語を省き「ルンラ888」などと表記されることもある。
同社は朝鮮労働党の外貨獲得機関とされる39号室の管轄下にあり、党から指示された物品の購入等が主な事業であるとされる。また、2006年に摘発された、化学兵器の製造に転用するために乾燥機を北朝鮮が不法に輸入していた事件においては、同社の関連企業がこの仲介業務を行っていたことが警察当局によって明らかにされている。
なお、同社には拉致被害者・横田めぐみの元夫である金英男（キム・ヨンナム）が勤務しているとされているなどといった脱北者の目撃証言がある。